# يثرب عادل
يثرب عادل (من مواليد 6 مارس 1996 في القاهرة) هو لاعبة اسكواش مصرية محترفة تمثل مصر. وصلت إلى أعلى تصنيف عالمي في يوليو 2020، حيث وصلت إلى التصنيف رقم 31. وصلت يثرب إلى نهائي بطولة العالم للناشئين في عام 2012، وقابلت في تلك المبارة نور الشربيني. تلعب يثرب لصالح النادي الأهلي.

## مسيرتها
في سن صغيرة جدًا، أكدت نفسها أنها على مستوى عالي، وفازت بفئتها العمرية في كل عام في بطولة الشباب البريطانية المفتوحة، وهي بطولة عالمية غير رسمية للشباب.
برزت خلال بطولة أمريكا المفتوحة 2014 حيث خرجت في الربع النهائي أمام كاميل سيرمي. هي طالبة في جامعة روهامبتون في إدارة الأعمال منذ سبتمبر 2014. بعد 18 شهرًا بدون منافسة بسبب الإصابة، تراجعت إلى المركز 229 عالميًا، عادت بقوة في سبتمبر 2017 في بطولة ماكاو المفتوح بانتصاره على هانيا الحمامي وتونغ تسز وينج ثم هزمتهما في الجولة الأولى المصنفة الأولى رنيم الوليلي. في الجولة التالية، أكدت حظوظه بإقصاء جوي تشان المصنفة 19. قبل أن تخسر في الدور قبل النهائي أمام جويل كينج المصنفة 11 على العالم.
تطورت خلال بطولة أمريكا المفتوحة في 2018 حيث أقصت نوران جوهر، المصنفة 7 على العالم، ثم أقصت مواطنه ميار هاني المصنفة 15 على العالم في ربع النهائي، خسرت أمام مواطنتها المصنغة الأولى على العالم نور الشربيني  في يناير 2019، دخلت المراكز العشرين الأولى لأول مرة.

## حياتها الخاصة
عقد قرانها في يوم 18 أغسطس 2020 على محمد الشيمرلى. وحفل زواجها في 17 سبتمبر 2020.

## الجوائز

### البطولات
- بطولة بريطانيا للناشئين المفتوحة: 2014

### النهائيات
- مونت كارلو الاسكواش كلاسيك: 2019
- بطولة العالم للناشئين: 2012

## روابط خارجية
يثرب عادل على موقع الاتحاد الدولي لمحترفي الاسكواش (مؤرشف) (الإنجليزية)
- يثرب عادل على موقع SquashInfo.com (الإنجليزية)